# 戈夫半岛
戈夫半岛（英語：Gove Peninsula）也称高夫半岛，是一个位于澳大利亚北部地区阿纳姆地东北端伸入阿拉弗拉海的半岛，1952年在此发现铝土矿，估计蕴藏量为2亿吨。1971年一家国际联合企业开始开采，1972年设立氧化铝精炼厂。采矿公司还建立了一个城镇－纽兰拜为矿工和工厂职工居住。由于戈夫半岛属于澳大利亚原住民保留地的一部分，故采矿公司要向原住民福利信托基金会支付矿区使用费。